# 阿摩美久
阿摩美久（あまみく）とは、琉球の神話に登場する女神。あまみきよ、あまみきゅ、阿摩弥姑、アマミチューとも。

## 概要
地域や史料によって差があるが概ね男神とペアになり、より高位の神からの命令で天地や人間を創造したという。
『中山世鑑』のみ男神の存在は消え阿摩美久だけになっている。
八重山諸島には「あまん神」なる創造神の伝承があるが阿摩美久の神話とは内容に差異があり、この神と阿摩美久が同一かどうかはっきりせず、ペアとなる男神もおらずそもそも女神なのかも不明でどうやら阿摩美久とは名前が似ているだけの別の神話の神のようである。
一方で似ている部分もあるため後になって混同されていたようである。

## 例
以下のような日本神話の国産みによく似た創造神話・始祖神話が王統の起源に纏わる建国神話として琉球王国が編纂した歴史書を中心に伝わっている。
一方で民間、特に離島部にはこれとは別によく似た内容の宮古島の創造神話（ただし沖縄本島のものに比べて登場する神が多く阿摩美久・あまみきよやしねりきよに当たる神が複数いる）や差異がある内容の先述のあまん神話、さらにもう一つの例である「洪水型兄妹始祖神話」が伝わっており、島ごとに固有の創造神話・始祖神話がある。
このことから琉球の神話は一つの系統ではなく、琉球王国の公的な神話とは別にまったく異なる複数の系統の神話があるようである。
『おもろさうし』
てだこ大主の命令で女神であるあまみきよと男神であるしねりきよが島々国々を作りそこから人間が生まれる。
『琉球神道記』
女神アマミキュと男神シネリキュが天からやってきて浮島に草木を植え三子を産みそれが人間の祖となる。
『中山世鑑』
阿摩美久が天帝から島造りを命じられたが天から降りてみると下界は一面の海原だった。そこで天帝から土石草木をもらって多くの島々を造った。その後数万年が経っても無人のままなので阿摩美久が天帝に人種子を乞うと天帝は自分の子1男1女を与え、この二人から三男二女が産まれてそのうち長男が天孫氏の祖となった。
『中山世譜』・『球陽』
天地開闢の際、大荒の海から一男一女が生まれ、男は「志仁禮久」、女は「阿摩彌姑」といった。その後、二人が土石を運び、樹木を植え、嶽森を中心に琉球の島々を創り上げた。その後やってきた「天帝子」が群類をわかち、民居を定め、そしてこの天帝子から三男二女が生まれた。長男は天孫氏と言い、国君の始めとなり、二男は按司の始め、三男は百姓の始め、長女は君君の始め、二女は祝祝の始めとなった。

### あまみこ
島尻郡玉城村の伝承ではあまみこと呼ばれる。ヤハラヅカサに船でやってきた女神で天帝子でもあるという。夫はそね彦。三男二女を産み長男は天孫氏、次男は玉城の按司、長女は聞得大君の祖となったという。中国から沖縄に稲をもたらした一方で上述の建国神話にあるような創造神ではないという。ミントングスクが住居跡で、その近くにはあまみこの末裔だという家系も現存する。

## あまん神
八重山の民間伝承に伝わる創造神で地上や人間を創造したという。
もともと沖縄ではあまん神を創造神とする神話があったが後からあまみこを祖神・文化神とする神話がもたらされ、両者が混同された結果あまみきよ/阿摩美久となり琉球王府による建国神話が出来上がったという説がある。

## しねりきよ
阿摩美久・あまみきよの番いとなる男神。シネリキュ、志仁礼久とも。
中山世鑑には登場しない。

## 史跡
浜比嘉島に墓がある他、ミントングスクが住居跡とされている。

## 関連
- 琉球神道 - 琉球における信仰
- 神・神話
- アーマンチュウメー
- イザナミ
- 姑依玉（こいたま、恋玉）　- 宮古島の神話に登場する女神